# 藤枝警察署
藤枝警察署（ふじえだけいさつしょ）は、静岡県藤枝市にある静岡県警察が管轄する警察署。

## 管轄区域
- 藤枝市

## 所在地
- 静岡県藤枝市緑町1丁目3-5

## アクセス
- JR東海道本線藤枝駅下車 徒歩40分
- しずてつジャストラインバス千才停留所下車 徒歩約10分

## 沿革

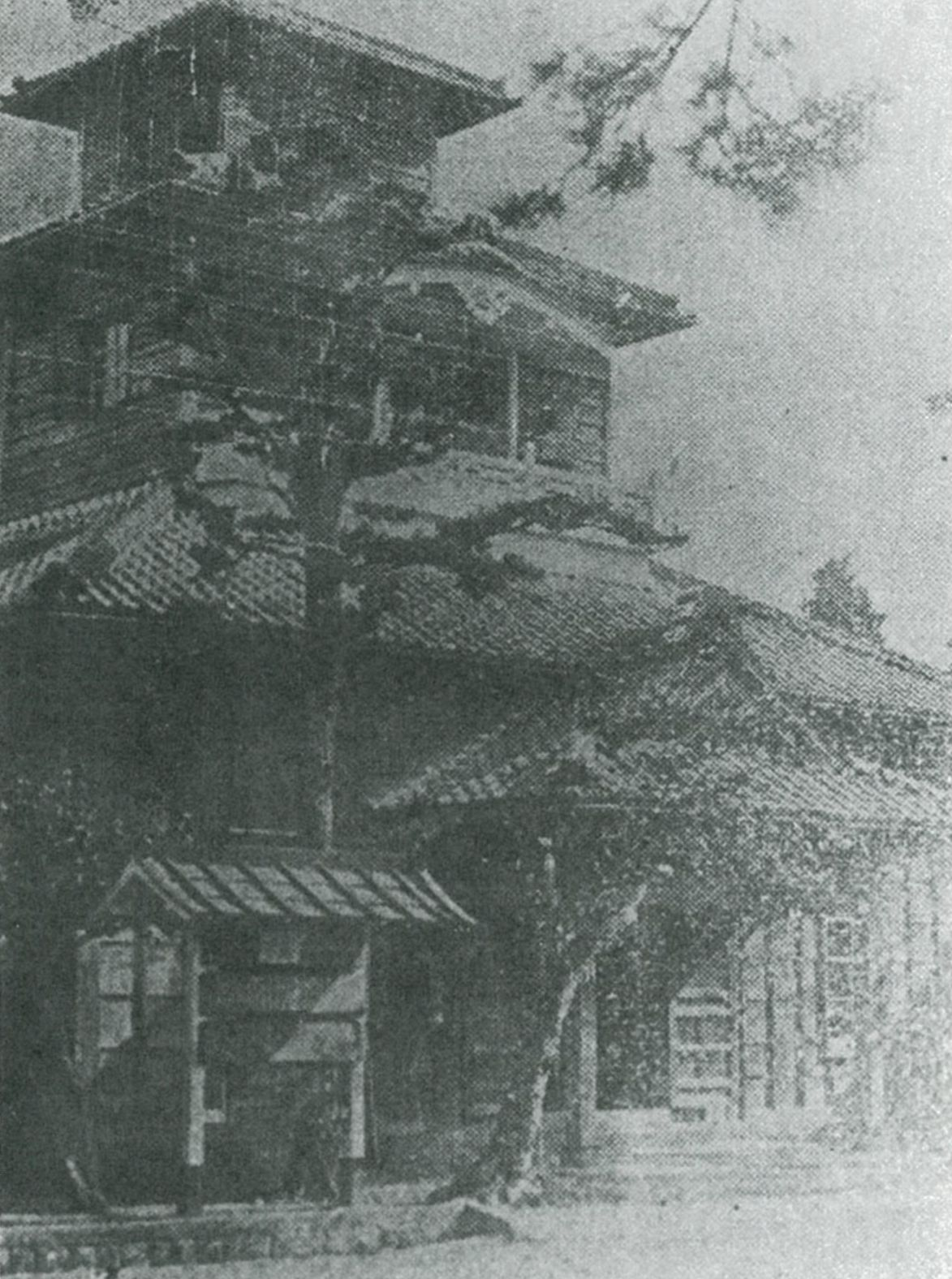
大正11年頃の三層建築の藤枝警察署

- 1873年（明治6年）6月 - 益津郡田中に邏卒屯所を設置する。
- 1875年（明治8年）12月 - 邏卒屯所を第六・七大区巡査屯所と改称する。
- 1877年（明治10年）2月8日 - 静岡警察署藤枝分署と改称する。
- 1882年（明治15年）7月1日 - 藤枝警察署に昇格し、島田分署を設置する。
- 1883年（明治16年）1月28日 - 志太郡藤枝宿字本町（現藤枝市本町）に庁舎を移転新築する。
- 1922年（大正11年）3月31日 - 志太郡藤枝町字市部593番地の1（現藤枝市本町）に庁舎を移転新築する。
- 1926年（大正15年）7月1日 - 島田分署が島田警察署に昇格する。
- 1948年（昭和23年）3月7日 - 旧警察法の施行で、国家地方警察静岡県本部志太地区警察署、自治体警察として藤枝町警察署、青島町警察署、岡部町警察署がそれぞれ設置された。
- 1951年（昭和26年）10月1日 - 8月から9月にかけて行われた住民投票の結果、賛成多数で藤枝・青島・岡部各町の自治体警察は前日廃止され、国家地方警察に編入された。志太郡東川根村・笹間村・伊久身村・徳山村の管轄区域が、大井川地区警察署に管轄移動。
- 1954年（昭和29年）7月1日 - 新警察法の施行により、現藤枝警察署となる。
- 1961年（昭和36年）3月23日 - 藤枝市長楽寺（現緑町）に庁舎を移転新築する。
- 1994年（平成6年）9月 - 旧庁舎隣地に現庁舎、附属棟を新築。
- 2009年（平成21年）4月1日 - 前年11月1日をもって焼津市に編入合併された旧・大井川町の管轄が焼津警察署に変更された。

## 組織
- 警務課
- 会計課
- 生活安全課
- 地域課
- 刑事課
- 交通課
- 警備課

## 交番
- 高洲交番（藤枝市高柳4丁目10-18）
- 藤枝駅前交番（藤枝市前島1丁目1-2）
- 上伝馬交番（藤枝市藤枝3丁目1-23）
- 本町交番（藤枝市本町3丁目2-22）
- 駿河台交番（藤枝市南駿河台1丁目16-1）
- 岡部町交番（藤枝市岡部町岡部6-1）
- 広幡交番（藤枝市八幡652-5）

## 警察官駐在所
- 大洲警察官駐在所（藤枝市大州2丁目18-8）
- 下之郷警察官駐在所（藤枝市下之郷317-6）
- 中山警察官駐在所（藤枝市宮原607-4）
- 朝比奈警察官駐在所（藤枝市岡部町新舟1011-4）